# Erich Klingelhöfer
Erich Klingelhöfer (* 20. März 1919 in Eibelshausen; † 7. Mai 1985 in Wiesbaden) war ein deutscher Historiker, Altphilologe und Oberstudiendirektor.

## Leben
Klingelhöfer wurde 1948/49 in historischer Mediävistik bei Edmund E. Stengel in Marburg promoviert. Seine Dissertation zum Thema Die Reichsgesetze von 1220, 1231/32 und 1235. Ihr Werden und ihre Wirkung im deutschen Staat Friedrichs II. (1955), deren Annahmen wesentlich auf diejenigen Paul Kirns zurückgehen, gilt als Meilenstein der historischen Rechtsforschung. Zusammen mit der kritischen Besprechung durch Erich Schrader sind die Ergebnisse Klingelhöfers bis heute wegweisend für die Beurteilung der Reichsgesetze Kaiser Friedrichs II. und darüber hinaus Communis Opinio der historischen Rechtsforschung.
Seit Veröffentlichung der Dissertation ist der Vorwurf der Vernachlässigung deutscher Interessen gegenüber Friedrich II. verstummt. Mit den Fürstenprivilegien (confoederatio cum principibus ecclesiasticis von 1220 und statutum in favorem principum von 1231/32) habe der Kaiser nur einen bereits vollzogenen Rechtszustand sanktioniert, damit aber keineswegs die Landeshoheit gestiftet noch gefördert. Im Mainzer Landfrieden von 1235 habe sich der Kaiser als höchste Autorität bewiesen, der Landeshoheit Schranken gesetzt und die Regalien auf die Oberhoheit der Krone zurückgeführt.
Klingelhöfer war Leiter des Ludwig-Georgs-Gymnasiums in Darmstadt.

## Schriften
- Ursprünge und Wirkungen der Reichsgesetze Kaiser Friedrichs II. von 1220, 1231/32 und 1235. Masch. schrift. Dissertation Marburg 1948/49.
- Die Reichsgesetze von 1220, 1231/32 und 1235. Ihr Werden und ihre Wirkung im deutschen Staat Friedrichs II. Böhlau, Weimar 1955.